# Neto (ur. 1966)
Neto, właśc. José Ferreira Neto (ur. 9 września 1966 w Santo Antônio de Posse) – brazylijski piłkarz występujący na pozycji ofensywnego pomocnika.

## Kariera klubowa
Neto zaczął karierę piłkarską w klubie EC Santo André w 1984 roku. W tym samym roku przeszedł do Guarani FC, grał do 1986. W 1987 roku najpierw grał w Bangu AC, po czym przeszedł do São Paulo FC, z którym tryumfował w mistrzostwach stanu São Paulo – Campeonato Paulista 1987. Następnym jego klubem ponownie było Guarani FC, po czym przeszedł do SE Palmeiras w 1989. W tym samym roku przeszedł do lokalnego rywala - Corinthians Paulista, w którym występował do 1993 roku. Był to najlepszy okres w karierze Neto, czego dowodem jest mistrzostwo Brazylii 1990.
W 1993 krótko występował w kolumbijskim Millonarios FC. Następne dwa lata kariery spędził w: Santos FC, Atlético Mineiro, SE Matsubara i Guarani FC. W 1996 roku występował w Araçatuba, po czym powrócił do Corinthians Paulista, z którym zdobył mistrzostwo stanu São Paulo – Campeonato Paulista 1997.
Neto swoją karierę zakończył w 2000 roku w wenezuelskim klubie Deportivo ItaoChacal.

## Kariera reprezentacyjna
W reprezentacji Brazylii Neto zadebiutował 28 października 1988 w meczu z reprezentacją Belgii. 1991 roku Neto wystąpił na Copa América 1991. Podczas tych mistrzostw zagrał we wszystkich meczach i strzelił 1 bramkę. Ostatni raz w reprezentacji zagrał 17 marca 1993 w meczu z reprezentacją Polski. Bilans jego występów reprezentacji to 14 spotkań i 4 bramki.
W 1988 Neto pojechał z olimpijską reprezentacją Brazylii na Letnie Igrzyska Olimpijskie 1988 do Seulu. Brazylia zdobyła na tych igrzyskach srebrny medal olimpijski, przegrywając w finale z reprezentacją ZSRR. Neto wystąpił na Igrzyskach w 2 spotkaniach, w tym finale.